# Stetteldorf am Wagram
Stetteldorf am Wagram là một thị trấn ở huyện Korneuburg thuộc bang Niederösterreich nước Áo. Đô thị Stetteldorf am Wagram có diện tích 25,74 km², dân số năm 2001 là 1021 người. Đến năm 2023, dân số tại đây là 1.073 người.